# Прибитковська сільська рада
Прибитковська сільська рада — адміністративна одиниця на території Гомельського району Гомельської області Білорусі.

## Історія
Прибитковська сільська рада робітничих, селянських і красноармійських депутатів був створений в 1919 році.

## Склад
Прибитковська сільська рада охоплює 8 населених пунктів:
- Будилка — селище;
- Дуяновка — село;
- Зябровка — селище;
- Каравишень — селище;
- Климовка — село;
- Прибитки — агромістечко, центр сільради;
- Рудня-Прибитковська — село;
- Цегельня — селище.